# (3908) Nyx
(3908) Nyx est un astéroïde Amor et aréocroiseur. Il a été découvert par Hans-Emil Schuster le 6 août 1980, et est nommé d'après Nyx, la déesse grecque de la nuit, d'après laquelle la lune de Pluton Nix est également nommée. Son diamètre est de 1  à   2 km et c'est un astéroïde de type V, ce qu'il signifie qu'il pourrait être un fragment de l'astéroïde (4) Vesta.
En 2000, des observations radar depuis Arecibo et Goldstone ont fourni une ébauche de la forme de Nyx ; l'astéroïde peut être considéré en première approximation comme sphérique mais avec plusieurs protubérances.